# Jian'ai
Jian'ai (kinesiska: 兼爱乡, 兼爱) är en socken i Kina. Den ligger i den autonoma regionen Guangxi, i den södra delen av landet, omkring 230 kilometer norr om regionhuvudstaden Nanning. Antalet invånare är 9319. Befolkningen består av 4 602 kvinnor och 4 717 män. Barn under 15 år utgör 23,0 %, vuxna 15-64 år 63 %, och äldre över 65 år 13,0 %.
Genomsnittlig årsnederbörd är 2 025 millimeter. Den regnigaste månaden är juni, med i genomsnitt 383 mm nederbörd, och den torraste är februari, med 51 mm nederbörd.